# 오 마이웨딩
《오 마이웨딩》은 대한민국의 SBS에서 방송된 예능 프로그램이다.

## 기획 의도
다양한 이유로 결혼식을 포기한 커플들에게, 스타들이 웨딩플래너가 되어 이 세상의 하나뿐인 결혼식을 선물하는 웨딩 버라이어티

## 방송 일정
| 방송 채널 | 방송 기간                         | 방송 시간               | 비고 |
| --------- | --------------------------------- | ----------------------- | ---- |
| SBS TV    | 2022년 6월 12일 ~ 2022년 8월 28일 | 일요일 밤 11:10 ~ 12:10 |      |

## 출연진
- 봉태규
- 유병재
- 유세윤
- 유진

## 에피소드 목록
| 회차 | 방송일   | 탐방지         | 주인공          | 비고                   |
| ---- | -------- | -------------- | --------------- | ---------------------- |
| 1    | 6월 12일 | 제주특별자치도 | 송동욱 ♥ 김은비 |                        |
| 2    | 6월 19일 | 제주특별자치도 | 송동욱 ♥ 김은비 |                        |
| 3    | 6월 26일 | 부산광역시     | 유권태 ♥ 박정애 | 중학교 동창생          |
| 4    | 7월 3일  | 부산광역시     | 유권태 ♥ 박정애 | 중학교 동창생          |
| 5    | 7월 10일 | 연천군         | 김세희 ♥ 성민도 |                        |
| 6    | 7월 17일 | 연천군         | 김세희 ♥ 성민도 |                        |
| 7    | 7월 24일 | 광주광역시     | 신현오 ♥ 김설화 | 장애인과 비장애인 부부 |
| 8    | 7월 31일 | 광주광역시     | 신현오 ♥ 김설화 | 장애인과 비장애인 부부 |
| 9    | 8월 7일  | 평택시         | 장지림 ♥ 황도연 |                        |
| 10   | 8월 14일 | 평택시         | 장지림 ♥ 황도연 |                        |
| 11   | 8월 21일 | 서울특별시     | 차종원 ♥ 마리아 | 다문화                 |
| 12   | 8월 28일 | 서울특별시     | 차종원 ♥ 마리아 | 다문화                 |

## 같이 보기
- 웨딩